# (94) Аврора
(94) Авро́ра (лат. Aurora) — астероид главного пояса, который принадлежит к тёмному спектральному классу C. Он был открыт 6 сентября 1867 года американо-канадским астрономом Джеймсом Уотсоном в Детройтской обсерватории, США и назван в честь римской богини утренней зари Авроры.
Японский инфракрасный спутник Akari не выявил наличия на Авроре гидратированных минералов.

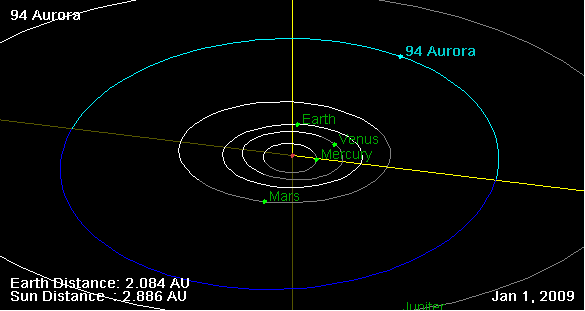
Орбита астероида Аврора и его положение в Солнечной системе